# 芙蓉街道 (重庆市)
芙蓉街道，原稱巷口镇，是中华人民共和国重庆市武隆区下辖的街道办事处。

## 行政区划
芙蓉街道下辖以下地区：
芙蓉西路社区、芙蓉中路社区、中嘴社区、柏杨村、三坪村、中鱼村、黄荆村、东山村、中兴村、青吉村、堰塘村和石龙村。